# Boca de Chulum
Boca de Chulum är en ort i Mexiko.   Den ligger i kommunen Sabanilla och delstaten Chiapas, i den sydöstra delen av landet, 700 km öster om huvudstaden Mexico City. Boca de Chulum ligger 255 meter över havet och antalet invånare är 111.
Terrängen runt Boca de Chulum är bergig åt nordost, men åt sydväst är den kuperad. Boca de Chulum ligger nere i en dal. Runt Boca de Chulum är det ganska tätbefolkat, med 96 invånare per kvadratkilometer. Närmaste större samhälle är Simojovel de Allende, 12,9 km sydväst om Boca de Chulum. Trakten runt Boca de Chulum består till största delen av jordbruksmark.